# 牙 (タスク)
『牙 (タスク)』（Tusk）は、フリートウッド・マックが1979年に発表した2枚組アルバムである。

## 解説
リンジー・バッキンガムは前作『噂』の成功以来、パンク・ロックやニュー・ウェイヴ等の実験的音楽への傾倒が激しくなっていき、その勢いを受けて次作の制作に取りかかりだした。そうして制作されたアルバムにはバッキンガムの影響力が強く出ている。アルバムにバッキンガムが9曲、クリスティンが6曲、スティーヴィーが5曲を提供していること、そしてバッキンガムの提供した9曲の録音時間よりもスティーヴィーの提供した5曲の方が録音時間が長かったことからも見て取れる。バッキンガムの実験的な曲が一般に受け入れられなかった事と、2枚組アルバムで値段が高かった事による消費者の抵抗感によりタスクは前作『噂』並みの成功は収められなかった。が、それでもアメリカ国内でダブル・プラチナム（200万枚）の売り上げを達成した。
南カリフォルニア大学のマーチングバンド、Spirit of Troyを起用したタイトル曲「タスク」は、アメリカでもイギリスでもトップ10に入ったことでヒットしたと証明された。この曲のプロモーション・フィルムはオーストラリア放送協会のテレビ放送で空いた時間の埋め合わせとして1980年代に良く流されていた。（シングルは国際チャートの中でオーストラリアでの順位が一番高く、シングルチャートで3位だった。）
このアルバムはデジタルミキシングを利用した最初期のものの1つである。アルバムジャケットは犬のポラロイド写真という素っ気ない物である。
プロジェクトはレコード会社の上層部を神経質にさせた。制作費が100万ドルかかっただけでなく、レーベルは『噂』並みの大きな成功を期待していたからだ。豪華にパッケージングされたアルバムは1979年12月10日にイギリスのチャートで1位を獲得したが、アメリカでは最高4位止まりだった。ワーナー・ブラザース・レコードはレコードがバッキンガムによって「オーバープロデュース」され、それが商業性を失わせたとみなした。しかし、フリートウッド自身によると、問題はアメリカの主要なラジオ放送局がアルバム発売前に20曲全部を放送していて、テープに録音することを許してしまい、手助けにならなかったことだという。
リンジー・バッキンガムとスティーヴィー・ニックスが加入して3枚目のアルバムということで、『タスク』は5人のメンバーの個性が最も表に出ている。全体で一緒に仕事をしたが、それでも自分たちのために1人1人に広い空間が与えられていた。全員が自分の音楽の興味を個人的に深く探求する時間と場所の余裕があった。フリートウッドの主張によれば、1つのバンドに創造性を持つメンバーが多数在籍しているがためのフラストレーションをはき出すためにこのアルバムは2枚組になるべくしてなったのだという。

## リマスター版
リマスターされボーナスCDが付いたアルバム（41曲収録）は2004年に2枚組のCDとして発売された。1枚目のディスクは完全な状態の20曲が入ったアルバム（「セーラ」のフル・バージョンを含む。この曲はアルバムが最初にCDとして発売された時に初期のCDが持つ時間的制約のために4分37秒に編集されてしまっていた。）である。2枚目のディスクはデモトラック、別カット、他のアルバム当時にあった珍しいトラックが収録されている。日本では未発売。
2015年、5.1サラウンド、ハイレゾ音源、アウトテイク、シングル・ヴァージョン、デモ・ヴァージョン、ライヴ音源などを収録したボックスセット（5CD-2LP-1DVD）が発売された。

## 曲目
Side 1
1. オーヴァー&オーヴァー - "Over and Over" (Christine McVie) - 4:36
2. ザ・レッジ - "The Ledge" (Lindsey Buckingham) - 2:02
3. シンク・アバウト・ミー - "Think About Me" (C. McVie) - 2:44
4. セーヴ・ミー・ア・プレイス - "Save Me a Place" (L. Buckingham) - 2:40
5. セーラ - "Sara" (Stevie Nicks) - 6:26

Side 2
1. 何が貴女を - "What Makes You Think You're the One" (L. Buckingham) - 3:32
2. 夜ごとの嵐 - "Storms" (S. Nicks) - 5:29
3. ザッツ・オール・フォー・エヴリワン - "That's All for Everyone" (L. Buckingham) - 3:04
4. ノット・ザット・ファニー - "Not That Funny" (L. Buckingham) - 3:13
5. 月世界の娘 - "Sisters of the Moon" (S. Nicks) - 4:45

Side 3
1. エンジェル - "Angel" (S. Nicks) - 4:53
2. それでいいの - "That's Enough for Me" (L. Buckingham) - 1:48
3. 茶色の瞳 - "Brown Eyes" (C. McVie) - 4:30
4. ネヴァー・メイク・ミー・クライ - "Never Make Me Cry" (C. McVie) - 2:14
5. アイム・ノット・ロング - "I Know I'm Not Wrong" (L. Buckingham) - 3:02

Side 4
1. ハニー・ハイ - "Honey Hi" (C. McVie) - 2:43
2. ビューティフル・チャイルド - "Beautiful Child" (S. Nicks) - 5:23
3. ウォーク・ア・シン・ライン - "Walk a Thin Line" (L. Buckingham) - 3:48
4. タスク - "Tusk" (L. Buckingham) - 3:36
5. 思い出の一夜 - "Never Forget" (C. McVie) - 3:44

## ボーナスCD
1. One More Time (Over & Over)
2. Can't Walk Out Of Here (The Ledge)
3. Think About Me
4. Sara
5. Lindsey's Song #1 (I Know I'm Not Wrong)
6. Storms
7. Lindsey's Song #2 (That's All for Everyone)
8. Sisters of the Moon
9. Out on the Road (That's Enough for Me)
10. Brown Eyes
11. Never Make Me Cry
12. Song #1 (I Know I'm Not Wrong)
13. Honey Hi
14. Beautiful Child
15. Song #3 (Walk a Thin Line)
16. Come on Baby (Never Forget)
17. Song #1 (I Know I'm Not Wrong) [alternate]
18. Kiss and Run
19. Farmer's Daughter
20. Think About Me [single version]
21. Sister of the Moon [single version]

## クレジット
フリートウッド・マック
- スティーヴィー・ニックス - ボーカル、キーボード（セーラで演奏）
- リンジー・バッキンガム - ギター、ピアノ、ベースギター、ドラム、ハーモニカ、ボーカル
- クリスティン・マクヴィー - キーボード・ボーカル
- ジョン・マクヴィー - ベースギター
- ミック・フリートウッド - パーカッション、ドラム

外部ミュージシャン
- USC Trojan Marching Band - 「タスク」に参加
- ピーター・グリーン (ミュージシャン) - "茶色の瞳"にクレジットされないまま参加

## 制作
- プロデューサー: Fleetwood Mac. Ken Caillat, Richard Dashut
- エンジニア: Lindsey Buckingham, Ken Caillat, Richard Dashut, Hernan Rojas
- アシスタントエンジニア: Rich Feldman
- マスタリング: Ken Perry
- リマスタリング: Ken Caillat
- 写真: Peter Beard, Jayne Odgers, Norman Seeff
- アートディレクション: Vigon Nahas Vigon
- デザイン: Vigon Nahas Vigon

## チャート
アルバム
| 年   | チャート | 順位 |
| 1979 | アメリカ | 4    |
| 1979 | イギリス | 1    |

シングル
| 年   | シングル               | チャート       | 順位 |
| 1979 | タスク                 | アメリカ       | 8    |
| 1979 | タスク                 | イギリス       | 6    |
| 1979 | タスク                 | オーストラリア | 3    |
| 1980 | セーラ                 | アメリカ       | 7    |
| 1979 | セーラ                 | イギリス       | 37   |
| 1980 | シンク・アバウト・ミー | アメリカ       | 20   |
| 1980 | 月世界の娘             | アメリカ       | 86   |